# Ambrosius Kirchner
Ambrosius Kirchner (* 1555; † 1621) war ein deutscher Buchdrucker.

## Leben
Kirchner wurde als Sohn des Buchdruckers Wolfgang Kirchner geboren. Er wirkte in Magdeburg und trat als Drucker einer Vielzahl von Drucken des 16. Jahrhunderts hervor. Er lebte im späteren Haus Heiligegeiststraße 12a. Nachbarn im späteren Haus 12b war die Familie Pomarius. Kirchner verlegte die Werke des Schriftstellers Johann Pomarius des Jüngeren.
Weitere gebräuchliche Schreibweisen des Nachnamens waren Kerkener und Kerckener. Zur Unterscheidung von seinem ebenfalls Ambrosius Kirchner heißenden Großvater und einer weiteren Person gleichen Namens wird er auch als Ambrosius Kirchner II. bezeichnet.